# Norman Elder
Norman Sam Elder (17 tháng 7 năm 1939 - 15 tháng 10 năm 2003), nhà thám hiểm, chủ sở hữu động vật kỳ lạ, nhà văn, nghệ sĩ, người cưỡi ngựa Olympic, là một trong những người lập dị của Toronto. Elder, là chủ sở hữu của Bảo tàng Elder Norman ở số 140 đường Bedford ở the Annex, một khu phố giàu có ở Toronto, Ontario, Canada.

## Tuổi thơ

Elder khi chạy đua cho Ủy viên

Norman Elder là con trai của Robert James Elder, người sáng lập giàu có của Elder Carriage Works, doanh nghiệp vận chuyển đầu tiên ở miền nam Canada. Công ty đã cung cấp xe ngựa cho Công ty Eaton's.
Ông lớn lên ở Park Lane Circle, Toronto, nơi ông phát hiện ra bản thân, tình yêu động vật và sở trường của mình vì những nỗ lực thái quá.
Elder là bạn suốt đời với các doanh nhân người Canada Galen Weston và Conrad Black.
Ông tốt nghiệp trường Cao đẳng Canada, Đại học Western Ontario và Đại học Toronto.
Ông cũng chạy đua cho Ủy viên ở Toronto, nơi ông có nhiều cuộc phỏng vấn truyền hình đáng chú ý trước khi thua cuộc.
Năm 1998, Tòa án Ontario đã kết án Elder hai năm một ngày tù vì tội quan hệ tình dục với một số thanh niên.
Elder đã chết vào thứ Tư, ngày 15 tháng 10 năm 2003 tại Toronto vì tự tử rõ ràng bằng cách treo cổ. Cùng với Robin Hardy và Scott Symons, ông là chủ đề của một chương trong cuốn sách năm 2013 của Ian Young Encounters with Authors: Essays on Scott Symons, Robin Hardy, Norman Elder.